# Осадчий Максим Романович
Макси́м Рома́нович Оса́дчий (* 21 січня (3 лютого) 1918, станція Миколо-Козельськ, Херсонський повіт, Херсонська губернія, УНР (тепер Миколаївка, Дніпропетровська область, Україна) — 20 липня 1987 року, Макіївка, Донецька область) — український радянський педагог, Герой Соціалістичної Праці (1968).

## Життєпис
Після закінчення школи працював робочим Криворізького рудника, секретарем робітничого комітету Олександрійської брикетної фабрики. Закінчив робфак, по тому Ростовський університет, по закінченні, з 1940 року, працює вчителем в Ростовській області.
В часі Другої світової війни призваний до лав Радянської армії, командир кулеметного взводу, воював під Сталінградом, при вигнанні нацистів з Донбасу. 1943 року після поранення демобілізований, повертається до вчительської праці в Ростовській області.
У 1944 направлений на роботу в Макіївку, працював директором школи № 86 (проспект генерала Данилова), інструктором райкому, головою міськкому профспілки.
З 1960 — знову директор школи в Макіївці. Понад 40 років присвятив педагогічній роботі. 1968 року йому присвоєне звання Героя Соціалістичної Праці, нагороджений орденом Леніна та золотою медаллю «Серп і Молот». Нагороджений орденом Вітчизняної війни.
Автор праць з методики викладання математики в школах.
З 1980 на пенсії.
Помер 20 липня 1987 року.